# Hofanlage Neerstedter Straße 3
Die Hofanlage Neerstedter Straße 3 in Dötlingen, am Nordrand des Dorfkerns, stammt aus dem 18. und 19. Jahrhundert. Aktuell (2023) wird sie landwirtschaftlich genutzt.
Die Gebäude stehen unter Denkmalschutz (siehe auch Liste der Baudenkmale in Dötlingen).

## Geschichte
Die Hofanlage (Hof Ulrich / Poppe) mit markantem alten Baumbestand besteht aus
- dem eingeschossigen giebelständigen Wohn- und Wirtschaftsgebäude von 1789 (Inschrift über dem Tor) als Zweiständer-Hallenhaus in Fachwerk mit sichtbaren Steinausfachungen sowie mit reetgedecktem Krüppelwalmdach mit Niedersachsengiebel und Uhlenloch,
- der eingeschossigen massiven, verklinkerten Stallscheune aus der zweiten Hälfte des 19. Jhds. mit Fachwerk als Teil der Rückwand (Nordseite), Satteldach und Quereinfahrt sowie bauzeitlich erhaltenen Fenstern,
- dem kleinen massiven Backhaus aus der zweiten Hälfte des 19. Jhds. mit Satteldach,
- der eingeschossigen Schmiede von 1895, teils (Seitenwände) in Fachwerk mit Steinausfachungen sowie Satteldach und Quereinfahrten,
- der eingeschossigen Remise aus der zweiten Hälfte des 19. Jhds. in Fachwerk mit Steinausfachungen und Satteldach.

Das Landesdenkmalamt befand: „… geschichtliche Bedeutung … als beispielhafte Hofanlage ….“